# Weiterfranko
Weiterfranko (auch Weiterfranco) ist ein Begriff aus dem Bereich der Postsysteme vor dem Weltpostverein (1875). 
Weiterfranko bezeichnet denjenigen Anteil an der bezahlten Briefgebühr, der einer fremden Postanstalt zusteht. Dabei kann es sich um eine Transitgebühr oder auch um die Gebühr im Empfängerland handeln, die jeweils vom Absender bereits bezahlt worden sind.